# Gare de Micklefield
La gare de Micklefield est une gare ferroviaire du Royaume-Uni, située dans le village de Micklefield dans le Yorkshire de l'Ouest en Angleterre. 
Les services à partir de Micklefield étaient exploités par Northern Rail.